# Поройна (Болгарія)
Поро́йна (болг. Поройна) — село в Пловдивській області Болгарії. Входить до складу общини Пирвомай.

## Населення
За даними перепису населення 2011 року у селі проживали 136 осіб.
Національний склад населення села:
| Національність   | Кількість осіб | Відсоток |
| ---------------- | -------------- | -------- |
| болгари          | 100            | 75,2%    |
| цигани           | 29             | 21,8%    |
| турки            | 3              | 2,3%     |
| Всього відповіли | 133            |          |

Розподіл населення за віком у 2011 році:
Динаміка населення: